# Vașcău
Vașcău (Vaskoh en hongrois, Eisenstein en allemand) est une ville roumaine du județ de Bihor, en Transylvanie, dans la région historique de la Crișana et dans la région de développement Nord-Ouest.

## Géographie
La ville de Vașcău est située dans le sud-est du județ, à la limite avec le județ d'Arad, sur le cours supérieur du Crișul Negru et dans les Monts Codru, à 8 km au sud-est de Ștei et à 90 km au sud-est d'Oradea, le chef-lieu du județ.
La municipalité est composée de la ville de Vașcău et des cinq villages suivants (population en 2002) :
- Câmp (331) ;
- Câmp Moți (112) ;
- Colești (200) ;
- Vașcău (1 746), siège de la commune ;
- Vărzarii de Jos (297) ;
- Vărzarii de Sus (168).

## Histoire
La première mention écrite de Vașcău date de 1552 sous le nom de Nagyhoh.
La ville, qui appartenait au royaume de Hongrie, en a donc suivi l'histoire.
Après le compromis de 1867 entre Autrichiens et Hongrois de l'empire d'Autriche, la principauté de Transylvanie disparaît et, en 1876, le royaume de Hongrie est partagé en comitats. Vașcău intègre le comitat de Bihar (Bihar vármegye) et devient chef-lieu de district rural.
À la fin de la Première Guerre mondiale, l'Empire austro-hongrois disparaît et la commune rejoint la Grande Roumanie au traité de Trianon. Elle est alors résidence de plașa (chef-lieu d'arrondissement) du județ de Bihor.
En 1940, à la suite du deuxième arbitrage de Vienne, elle fait partie du territoire du județ conservée par la Roumanie. Vașcău obtient le statut de ville en 1956.

## Politique
| Identité                         | Période           | Période           | Durée              | Étiquette              |
| Identité                         | Début             | Fin               | Durée              | Étiquette              |
| -------------------------------- | ----------------- | ----------------- | ------------------ | ---------------------- |
| Florin-Ioan Porge (d),           | 2004              | 1er novembre 2024 | 20 ans             | Parti démocrate-social |
| Sebastian-Alexandru Bursașiu (d) | 1er novembre 2024 | En cours          | 4 mois et 13 jours |                        |

| Parti | Parti                                      | Sièges |
| ----- | ------------------------------------------ | ------ |
|       | Parti national libéral (PNL)               | 5      |
|       | Parti social-démocrate (PSD)               | 2      |
|       | Alliance des libéraux et démocrates (ALDE) | 2      |
|       | Union démocrate magyare de Roumanie (UDMR) | 1      |
|       | Parti national démocrate (PND)             | 1      |

## Religions
En 2002, la composition religieuse de la commune était la suivante :
- Chrétiens orthodoxes, 96,46 % ;
- Baptistes, 1,36 % ;
- Catholiques romains, 0,91 % ;
- Pentecôtistes, 0,87 % ;
- Réformés, 0,17 %.

## Démographie
En 1910, à l'époque austro-hongroise, la commune comptait 3 546 Roumains (88,89 %), 433 Hongrois (10,85 %) et 9 Allemands (0,23 %),.
En 1930, on dénombrait 3 982 Roumains (96,02 %), 142 Hongrois (3,42 %), 11 Juifs (0,27 %) et 5 Allemands (0,29 %).
En 1956, après la Seconde Guerre mondiale, 4 346 Roumains (95,77 %) côtoyaient 148 Hongrois (3,26 %), 26 Juifs (0,57 %) et 13 Allemands (0,29 %).
En 2002, la commune comptait 2 804 Roumains (98,24 %), 20 Roms (0,70 %), 15 Hongrois (0,52 %), 9 Ukrainiens (0,31 %) et 5 Allemands (0,17 %). On comptait à cette date 1 173 ménages.
| 1880  | 1890  | 1900  | 1910  | 1920  | 1930  | 1941  | 1956  | 1966  |
| ----- | ----- | ----- | ----- | ----- | ----- | ----- | ----- | ----- |
| 2 570 | 3 172 | 3 504 | 3 989 | 3 897 | 4 147 | 4 213 | 4 538 | 3 621 |

| 1977  | 1992  | 2002  | 2007  | - | - | - | - | - |
| ----- | ----- | ----- | ----- | - | - | - | - | - |
| 3 441 | 3 337 | 2 854 | 2 768 | - | - | - | - | - |

## Économie
L'économie de la commune repose sur l'agriculture, l'élevage, la pisciculture et l'exploitation du marbre. La commune dispose de 2 005 ha de terres arables.

## Communications

### Routes
Vașcău est située sur la route nationale DN76 (route européenne 79) Oradea-Deva.

### Voies ferrées
La ville est le terminus de la ligne Ciumeghiu-Vașcău des Chemins de fer roumains qui dessert également Beiuș.

## Lieux et Monuments

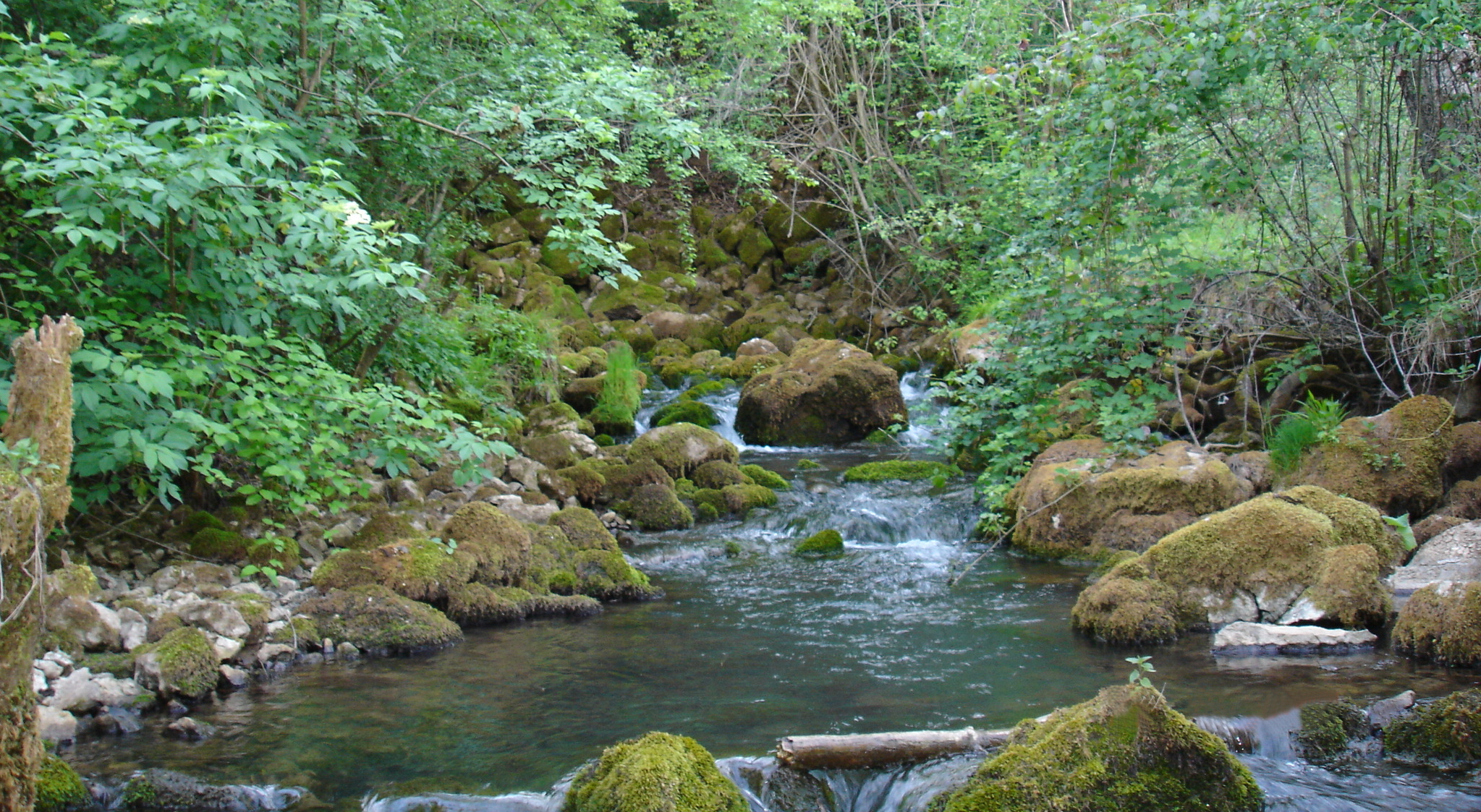
la rivière Boiu aux alentours de Vașcău

- Vașcău, église catholique de 1744 ;
- Vașcău, église orthodoxe de 1909[10] ;
- Câmp, grotte de Câmpaneasca ;
- Lacs de Vașcău et Colești ;
- Câmp, église orthodoxe des Sts Archanges, datant de 1861[10] ;
- Colești, église orthodoxe en bois des Sts Archanges, classée monument historique[10] ;
- Vărzarii de Jos, église orthodoxe de la Dormition de la Vierge datant de 1857 ;
- Vărzarii de Sus, église orthodoxe de la Sainte Croix, datant de 1859.